# Spheciospongia globularis
Spheciospongia globularis är en svampdjursart som först beskrevs av Arthur Dendy 1922.  Spheciospongia globularis ingår i släktet Spheciospongia och familjen borrsvampar. Inga underarter finns listade i Catalogue of Life.